# Lukas Dunner
Lukas Dunner (Viena, Austria; 12 de marzo de 2002) es un piloto de automovilismo austríaco. Actualmente corre con MP Motorsport en el Campeonato de Fórmula 3 de la FIA, y a su vez corre en la Eurofórmula Open con la escudería CryptoTower Racing.

## Carrera

### Karting
Dunner comenzó en el karting en 2014. Ganó el campeonato Central Rotax Max Challenge Central de Europa del Este en dos ocasiones, una en la categoría júnior y otra en la categoría mini max.

### F4 Española
En 2017, Dunner compitió en la F4 Española para MP Motorsport junto a Bent Viscaal, Christian Lundgaard, Nazim Azman y Marta García. Finalizó la temporada con 129 puntos, terminando octavo en la clasificación, su mejor resultado fue un tercer lugar.

### Fórmula 3
En 2020, Lukas sigue en MP para participar en el Campeonato de Fórmula 3 de la FIA junto a Richard Verschoor y Bent Viscaal. Paralelamente compite en la Eurofórmula Open con CryptoTower Racing.

## Resumen de carrera
| Temporada | Categoría                               | Equipo                    | Carreras     | Victorias    | Poles        | VR           | Podios       | Puntos       | Pos.         |
| --------- | --------------------------------------- | ------------------------- | ------------ | ------------ | ------------ | ------------ | ------------ | ------------ | ------------ |
| 2017      | Campeonato de España de F4              | MP Motorsport             | 19           | 0            | 0            | 0            | 2            | 129          | 8.º          |
| 2017      | SMP Fórmula 4                           | MP Motorsport             | 18           | 0            | 0            | 0            | 0            | 24           | 13.º         |
| 2017      | Campeonato de Italia de Fórmula 4       | Prema Powerteam           | 3            | 0            | 0            | 0            | 0            | 2            | NC           |
| 2018      | Eurofórmula Open                        | Drivex School             | 16           | 0            | 0            | 0            | 2            | 83           | 7.º          |
| 2018      | Campeonato de España de Fórmula 3       | Drivex School             | 6            | 0            | 0            | 0            | 0            | 28           | 7.º          |
| 2018      | V de V Challenge - Serie de resistencia | Wimmer Werk Motorsport    | 1            | 0            | 0            | 0            | 1            | 54           | 31.º         |
| 2019      | Eurofórmula Open                        | Teo Martín Motorsport     | 18           | 0            | 2            | 2            | 6            | 178          | 3.º          |
| 2019      | Eurofórmula Open - Serie de invierno    | Teo Martín Motorsport     | 2            | 0            | 0            | 0            | 0            | 22           | 5.º          |
| 2019      | Ultimate Cup Series                     | Wimmer Werk Motorsport    | 2            | 2            | 0            | 0            | 2            | 75           | 6.º          |
| 2019      | European Le Mans Series - LMP2          | Inter Europol Competition | 1            | 0            | 0            | 0            | 0            | 0.5          | 35.º         |
| 2019      | Gran Premio de Macao                    | MP Motorsport             | 1            | 0            | 0            | 0            | 0            | N/A          | 14.º         |
| 2020      | Campeonato de Fórmula 3 de la FIA       | MP Motorsport             | 18           | 0            | 0            | 0            | 0            | 0            | 27.º         |
| 2020      | Eurofórmula Open                        | CryptoTower Racing        | 14           | 5            | 5            | 4            | 10           | 248          | 2.º          |
| 2021      | Mitropa Rally Cup                       | Škoda Motorsport          | 8            | 3            | N/A          | N/A          | 5            | 256          | 1.º          |
| 2023      | International GT Open                   | Team Motopark             | 2            | 0            | 0            | 0            | 0            | 0            | NC†          |
| 2023-24   | Asian Le Mans Series - GT               | Team Motopark             | 5            | 0            | 0            | 0            | 0            | 0            | 32.º         |
| 2024      | International GT Open                   | Team Motopark             | 14           | 0            | 1            | 1            | 2            | 78           | 9.º          |
| 2025      | Le Mans Cup - GT3                       | Team Motopark             | Disputándose | Disputándose | Disputándose | Disputándose | Disputándose | Disputándose | Disputándose |
| 2025      | International GT Open                   | Team Motopark             | Disputándose | Disputándose | Disputándose | Disputándose | Disputándose | Disputándose | Disputándose |
| Fuente:   |                                         |                           |              |              |              |              |              |              |              |

## Resultados

### Campeonato de Fórmula 3 de la FIA
(Clave) (negrita indica pole position) (cursiva indica vuelta rápida puntuable)

| Año  | Escudería     | 1    | 1    | 2    | 2    | 3   | 3   | 4    | 4    | 5    | 5    | 6   | 6   | 7   | 7   | 8   | 8   | 9   | 9   | Pos. | Puntos | Ref.  |
| ---- | ------------- | ---- | ---- | ---- | ---- | --- | --- | ---- | ---- | ---- | ---- | --- | --- | --- | --- | --- | --- | --- | --- | ---- | ------ | ----- |
| 2020 | MP Motorsport | SPI1 | SPI1 | SPI2 | SPI2 | BUD | BUD | SIL1 | SIL1 | SIL2 | SIL2 | BAR | BAR | SPA | SPA | MNZ | MNZ | MUG | MUG | 27.º | 0      | [ 3 ] |
| 2020 | MP Motorsport | 24   | 14   | 16   | 18   | 12  | Ret | Ret  | 22   | 23   | Ret  | 21  | 22  | 21  | 13  | 14  | Ret | 21  | 17  | 27.º | 0      | [ 3 ] |